# Tanaostigmodes viridis
Tanaostigmodes viridis är en stekelart som beskrevs av Lasalle 1987. Tanaostigmodes viridis ingår i släktet Tanaostigmodes och familjen Tanaostigmatidae. Inga underarter finns listade i Catalogue of Life.